# Чудецкий, Борис Николаевич
Борис Николаевич Чудецкий (8 ноября 1947 года, Пучеж, Ивановская область) — советский и российский государственный и политический деятель. Народный депутат России (1990-1993), член комитета Верховного Совета РФ по промышленности и энергетике (1990—1993).

## Биография
В 1971 году окончил Костромской технологический институт по специальности «Первичная обработка волокнистых материалов». Трудовая карьера Чудецкого началась в коллективе Пучежского льнокомбината, где он проработал 8 лет.
В 1979 году семья Чудецких переехала в Кохму. Здесь Борис Николаевич 9 лет возглавлял местную льнофабрику. С 1987 года и по декабрь 2005 года являлся генеральным директором градообразующего предприятия АО «Кохматекстиль».

## Политика
С 1977 года постоянно избирается депутатом городских[где?] и районных[где?] представительных органов власти. В 1990 году Чудецкий был избран народным депутатом России от Ивановской области по территориальному избирательному округу № 375. В парламенте входил в состав фракции «Радикальные демократы», был членом депутатской группы Федерации независимых профсоюзов России.
4 декабря 2005 года на выборах в Законодательное Собрание Ивановской области 4-го созыва был избран депутатом по Кохомскому избирательному округу № 10. Был заместителем председателя комитета Ивановской областной Думы по государственному устройству, законности, правопорядку и защите прав граждан.
2 марта 2008 года на выборах в Ивановскую областную Думу 5-го созыва был избран по Кохомскому одномандатному избирательному округу № 10. Являлся председателем комитета по государственному строительству и законности.
8 сентября 2013 года на выборах в Ивановскую областную Думу 6-го созыва.
Является в регионе известным меценатом.

## Награды и признание
- Медаль «Ветеран труда» (1991 г.);

- Знак «Почетный работник текстильной и легкой промышленности» (2002 г.);

- Нагрудный знак «Отличник народного образования СССР» (1987 г.);

- Нагрудный знак «Отличник здравоохранения СССР» (1988 г.);

- Почетная грамота Министерства промышленности и энергетики РФ (1997 г.);

- Почетная грамота Законодательного Собрания и администрации Ивановской области (1997 г.);

- Почетная грамота Губернатора Ивановской области (2002 г.);

- Звание «Почетный гражданин города Кохма» (1998 г.).